# Deronectes persicus
Deronectes persicus är en skalbaggsart som beskrevs av Peschet 1914. Deronectes persicus ingår i släktet Deronectes och familjen dykare. Inga underarter finns listade i Catalogue of Life.